# Bo (Serra Leoa)
Bo é a segunda maior cidade da Serra Leoa depois da capital nacional, Freetown. Localiza-se na Província do Sul e é capital do distrito homônimo. A população estimada de cidade é de 269.000 habitantes (censo de 2008). Bo encontra-se a 154 milhas (249 km) a leste de Freetown.

## História
Bo começou seu desenvolvimento com a chegada da ferrovia em 1889 e tornou-se um centro educacional em 1906, quando a Escola Secundária do Governo de Bo foi estabelecida.